# Ângelo Monsignani
Frei Ângelo Monsignani (Forlì, 1628 – Forlì, 1697) foi um padre carmelita italiano. Foi Prior Geral de 1682 a 1686.
Fez o noviciado no convento de Ravena em 1643 e doutorou-se em 1655. Foi provincial dos carmelitas da Emília Romanha de 1665 a 1668. Foi secretário, procurador geral e prior geral da Ordem do Carmo.